# 訃報 1986年11月
訃報 1986年11月（ふほう 1986ねん11がつ）では、1986年（昭和61年）11月中に物故した、又は物故が報じられた人物についてまとめる。

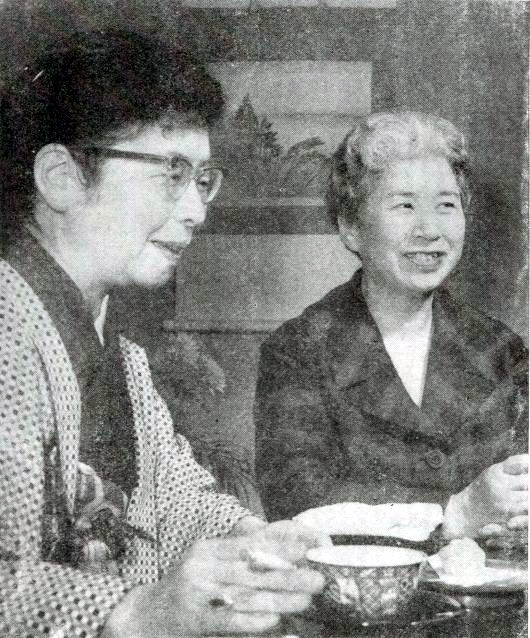
円地文子（左） / 11月12日没

## （1日 - 15日）
- 11月6日 - リリー・クラウス、ピアニスト（* 1903年）
- 11月8日 - ヴャチェスラフ・モロトフ、スターリン時代のソビエト連邦外相（* 1890年）
- 11月11日 - 平野威馬雄、詩人・フランス文学者（* 1900年）
- 11月12日 - 円地文子、小説家（* 1905年）
- 11月12日 - 島尾敏雄、作家（* 1917年）
- 11月12日 - リア・ファルク、フィギュアスケート選手（* 1922年）
- 11月13日 - 鹿島孝二、小説家（* 1905年）

## （16日 - 30日）
- 11月17日 - 木村義雄、将棋棋士（* 1905年）
- 11月20日 - 平山嵩、建築家（* 1903年）
- 11月23日 - 増村保造、映画監督（* 1924年）
- 11月23日 - 仁木悦子、小説家（* 1928年）
- 11月23日 - 山下菊二、画家（* 1919年）
- 11月28日 - エミリオ・スカナヴィーノ、画家・彫刻家（* 1922年）
- 11月30日 - オノサト・トシノブ、画家（* 1912年）